# Michael Lederer (Leichtathlet)
Michael Lederer (* 26. Juni 1955 in Frankfurt-Höchst) ist ein ehemaliger deutscher Leichtathlet.
Seine sportliche Spitzenleistung war der Weltrekord von 14:38,8 min im 4-mal-1500-Meter-Staffellauf am 17. August 1977 in Köln (zusammen mit Harald Hudak, Karl Fleschen und Thomas Wessinghage), der erst am 4. September 2009 in Brüssel von einem kenianischen Quartett (William Biwott Tanui, Gideon Gathimba, Geoffrey Kipkoech Rono, Augustine Kiprono Choge) um gut zweieinhalb Sekunden unterboten wurde (14:36,23 min).
Michael Lederer startete für den OSC Höchst (bis 1975), ASC Darmstadt (1976–82) und erneut den OSC Hoechst. Er ist 1,79 m groß und wog zu Wettkampfzeiten 59 kg. Nach der Geburt seines querschnittgelähmten Sohnes verstärkte er seine ehrenamtlichen Tätigkeiten bei der Arbeitsgemeinschaft für Querschnittgelähmte mit Spina bifida / Rhein-Main-Nahe e.V. (ARQUE).

## Persönliche Bestzeiten
- 800 m: 1:48,1 min, 21. Mai 1980, Darmstadt
- 1500 m: 3:36,8 min, 1. Juli 1977, Düsseldorf
- 3000 m: 7:51,4 min, 1. Mai 1976, Bonn
- 5000 m: 13:44,8 min, 14. August 1976, Frankfurt am Main